# راسلفيل (إلينوي)
راسلفيل (بالإنجليزية: Russellville)‏ هي منطقة سكنية تقع في الولايات المتحدة في إنديانا. يقدر عدد سكانها بـ 119 نسمة .

## الموقع الجغرافي
الموقع الجغرافي للمناطق المحيطة بهذه النقطة هو كالتالي: